# Axopilco
Axopilco är en ort i Mexiko.   Den ligger i kommunen Chilapa de Álvarez och delstaten Guerrero, i den södra delen av landet, 210 km söder om huvudstaden Mexico City. Axopilco ligger 1 380 meter över havet och antalet invånare är 696.
Terrängen runt Axopilco är kuperad. Runt Axopilco är det ganska glesbefolkat, med 39 invånare per kvadratkilometer. Närmaste större samhälle är Chilapa de Alvarez, 8,0 km norr om Axopilco. Omgivningarna runt Axopilco är en mosaik av jordbruksmark och naturlig växtlighet.